# Massimo Savić
Massimo Savić, född 6 juni 1962 i Pula, död 23 december 2022 i Zagreb, var en kroatisk sångare.

## Biografi
Savić började sin musikaliska karriär som frontman, sångare och gitarrist i den uppseendeväckande kroatiska rockgruppen Dorian Gray 1982. De släppte två album, Sjaj u tami (1983) och Za tvoje oči (1985) innan gruppen upplöstes 1986.
1986 inledde Savić ett samarbete med den musikproducenten och låtskrivaren Zrinko Tutić, vilket blev starten för hans solokarriär. Året därpå släppte han sitt debutalbum Stranac u noći. Samarbetet med Tutić varade till 1990 och resulterade i ytterligare tre studioalbum för Savić. 1990 träffade han sin nuvarande hustru, Eni Kondić, som bl.a. varit låtskrivare för sångerskan Josipa Lisac. Han bad Kondić att skriva låtar till sitt nästa album, Zemlja plesa, som släpptes 1992. De gifte sig i samband med arbetet på den nya plattan. Han återetablerade sedan ett samarbete med Zrinko Tutić, som resulterade i albumet Benzina (1995).
Savić deltog i den jugoslaviska uttagningen (Jugovizija) till Eurovision Song Contest 1987 med bidraget Samo jedan dan och nådde andra plats. Han deltog igen 1989 och nådde igen andra plats med bidraget Plavi Anđeo, endast en poäng lägre än vinnarna Riva. I 1990 års uttagning framförde han bidraget Pjesma za tebe och kom på åttonde plats. Han har sedan även deltagit i den kroatiska uttagningen (Dora), 1996 då han kom på tolfte plats med Kao more., 2004 med Odjednom ti tillsammans med Meritas och 2006 med Tu na mojim rukama då han nådde en fjärde plats.
Savić har vunnit fem Porin åren 2004-2007 och 2012.

## Diskografi

### Med Dorian Gray
- Sjaj u tami (1983)
- Za tvoje oči (1985)

### Soloalbum
- Stranac u noći (1987)
- Riječi čarobne (1988)
- Muzika za tebe (1989)
- Zemlja plesa (1990)
- Elements (1992)
- Metal Guru - Body, Energy & Emotions (1993)
- Benzina (1995)
- Metal Guru - Hero in 21st Century (1998)
- Massimo (2003)
- Vještina (2004)
- Massimo - Zlatna kolekcija (2004)
- Apsolutno Uživo - live Iz Kluba Aquarius (2005)
- Vještina 2 (2006)
- Sunce se ponovo rađa (2008)
- Massimo Sings Sinatra (2010)
- Dodirni me slučajno (Aquarius, 2011)
- Live@Tvornica  (2013)